# Ставка Верховного головнокомандувача (Російська імперія)
Не варто плутати зі Ставкою Верховного Головнокомандування — орган вищого військового управління, що здійснював в роки німецько-радянської війни стратегічне керівництво Збройними силами Радянського Союзу.
Ставка Верховного головнокомандувача (рос. Ставка Верховного главнокомандующего) — орган вищого польового управління військами (силами) і місце перебування Верховного головнокомандувача Російської імператорської армії на театрі військових дій (діючою армією і флотом) під час Першої світової війни.
З початку війни перебувала в Барановичах, з 8 серпня 1915 року — в Могильові.

## Зміст
З моменту відмобілізування Російської імператорської армії в готовності до воєнних дій на Східному фронті був розгорнутий штаб Верховного головнокомандувача, який спочатку складався з п'яти управлінь:
- управління генерал-квартирмейстера, що відав оперативними питаннями;
- управління чергового генерала, у віданні якого перебували питання чисельності та укомплектування збройних сил, забезпечення їх головними видами постачання, а також призначення на посади командного складу;
- управління начальника військових сполучень;
- військово-морське управління;
- управління коменданта головної квартири, що відав усіма розташованими в районі Ставки військовослужбовцями, а також установами зв'язку.

На початку війни у Ставці перебувало 9 генералів, 36 офіцерів, 12 військових чиновників і 125 солдатів. У ході війни склад Ставки значно розширився, і до 1 (14) листопада 1917 року до її складу вже входило 15 управлінь, 3 канцелярії і 2 комітети (всього понад 2 000 генералів, офіцерів, чиновників і солдатів).
20 листопада (3 грудня) 1917 Ставка була зайнята революційними військами на чолі з Миколою Криленком, який вступив на посаду Верховного головнокомандувача. Начальником штабу Ставки став генерал Михайло Бонч-Бруєвич. При Ставці були створені органи революційної влади (Військово-революційний комітет, перейменований пізніше в Цекодарф, Революційний польовий штаб тощо).
26 лютого 1918 року у зв'язку з наступом австро-німецьких військ Ставка була переміщена в Орел, а 16 березня після укладення Берестейського миру була розформована, оскільки з припиненням військових дій і демобілізацією старої армії її роль як органу вищого польового управління відпала. У Червоній армії були створені нові вищі органи управління.